# Petroperú
Petróleos del Perú, conocida como Petroperú, es una empresa estatal peruana y de derecho privado dedicada al transporte, refinación, distribución y comercialización de combustibles y otros productos derivados del petróleo, que es perteneciente al Estado peruano, desde el 24 de julio  de 1969.

## Historia
El 9 de octubre de 1968, el gobierno de Juan Velasco Alvarado ordenó la toma de las instalaciones de la IPC en la refinería de Talara, la misma que la realizaron las fuerzas de la Primera Región Militar con sede en Piura, al mando del general Fermín Málaga. Este hecho tuvo un gran impacto en el país y ayudó al gobierno a consolidarse en el poder. La fecha del 9 de octubre se celebró a lo largo del gobierno militar como el Día de la Dignidad Nacional.

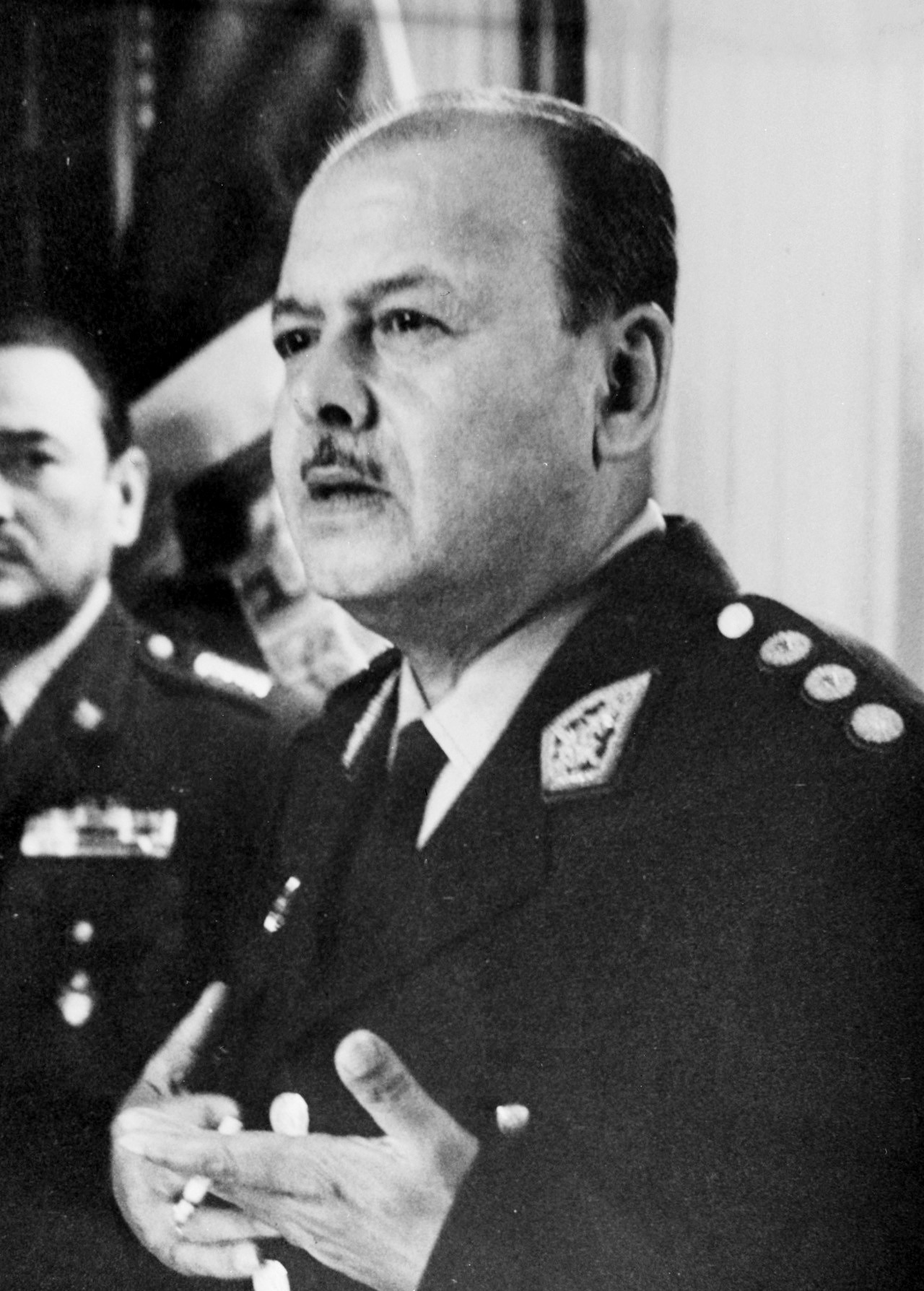
El Presidente del Perú Juan Velasco Alvarado (1910-1977) decidió durante su gobierno (1968-1975) crear la empresa estatal peruana Petróleos del Perú (Petroperú) mediante el decreto supremo del 24 de julio de 1969.

Posteriormente Petroperú fue creada por decreto supremo de 24 de julio de 1969, después de la expropiación a la empresa petrolera internacional The International Petroleum Company y de la Standard Oil de New Jersey, por parte del gobierno del entonces presidente de la república el EP Juan Velasco Alvarado. Apenas ya creada la nueva empresa petrolera, cuyo primer directorio estuvo presidido por el general Marco Fernández-Baca Carrasco, debió afrontar un nuevo reto que definió su perfil: operar y mantener casi toda la compleja industria del petróleo del país con personal propio y sin el apoyo técnico de la comunidad petrolera internacional, que se negó a colaborar debido a que en el país se había puesto en marcha un proceso de nacionalización por parte del Gobierno Revolucionario.
Se propuso privatizar la empresa estatal a finales de 1990, pero no se concretó. En su lugar, entre 1992 y 2005, se vendieron parte de sus activos, como la división de envasado de gas Solgas, a Repsol por 40 millones de dólares.
Por otro lado, se logró progresivamente el autoabastecimiento petrolero, gracias a los históricos descubrimientos de los yacimientos en la selva norte y la construcción del Oleoducto Norperuano, bajo cofinanciamiento. Sin embargo, hubo controversia sobre su mantenimiento, además de fisuras en sus tuberías.

### Nueva refinería de Talara
El 29 de mayo de 2014 se suscribió un contrato para la ejecución de una parte primordial del Megaproyecto del Nuevo Complejo de Refinación Talara con la firma española Técnicas Reunidas por un monto equivalente a USD 2,730 millones. El costo de la modernización de la refinería se calculaba en el año 2014 en US$3.500 millones, del cual el 78% será financiada por Petroperú y el 22% por la empresa privada. Se espera reducir el contenido de azufre de 1.700 partes por millón (ppm) a 50 (ppm) y el incremento de la refinación de petróleo de 60 mil a 90 mil barriles por días. Para marzo de 2020 le hacía falta financiar 900 millones de dólares para finiquitar la modernización del cual ya tiene aprobado un crédito del gobierno español de 285 millones de dólares. Para enero de 2021 se tenía un avance del 92.88 % del proyecto. En diciembre de 2023 inició el funcionamiento pleno de la refinería.

### Crisis y recomposición
La empresa registró una caída de ingresos desde el año 2019 y entró en crisis de liquidez con números en rojo desde el año 2022, registrando una evolución del margen bruto (EBITDA) de US$ -104 millones de dólares para diciembre de 2022 y US$ -383 millones para diciembre de 2023. 
A septiembre de 2023, la deuda financiera ascendió a US$ 6095 millones (US$ 5853 millones a diciembre de 2022). Este incremento se dio por la necesidad de capital de trabajo de la Compañía para poder abastecer el mercado combustible. Respecto a la composición de la deuda financiera, a septiembre de 2023, estuvo compuesta por US$ 3118 millones de bonos corporativos, US$ 932.5 millones de préstamos bancarios sin garantía, US$1,056.0 millones del préstamo CESCE, préstamo por parte del MEF por US$ 784.3 millones, los Documentos Cancelatorios por US$ 141.2 millones e intereses devengados por US$ 34.9 millones. En 2024, el ministro de Energía y Minas afirmó que la empresa entró en quiebra, días después fueron destituidos, el presidente del directorio, Pedro Chira y los gerentes Artemio Reátegui y Pedro Méndez.
En febrero de 2024 se inició el proceso de recomposición de la empresa tras una investigación que arrojó ocultamiento de información de las gerencias y el sindicato de trabajadores. Dentro de la reforma se tiene una comisión de alto nivel conformada por David Tuesta Cárdenas, Germán Alfredo y Oliver Alexander. Sin embargo, el proceso no ayudó a mejorar la imagen de la empresa. La agencia Fitch Ratings señaló que la calificación crediticia en 2024 fue de CCC+.
En junio de 2024, Oliver Stark, el nuevo director de la empresa, anunció la mudanza de su centro de operaciones en Lima a Talara.
En septiembre de 2024, el Gobierno del Perú anunció que pagará todas las deudas de Petroperú, a pesar de que la empresa no es económicamente rentable. En ese mes, la directiva de Oliver Stark renunció y la empresa estuvo sin administración durante casi dos meses. Finalmente, Alejandro Narváez asumió la administración en medio de críticas de la Confiep por su supuesta afiliación con la izquierda política y la renuncia de varios directores.
En noviembre de 2024, Narváez anunció nuevamente la reestructuración, esta vez por recomendación del consorcio Arthur D. Little / Columbus MB Latam, para optimizar costos. Por su parte, Keiko Fujimori anunció que el nuevo director será fiscalizado por el partido político Fuerza Popular.

## Empresa

### Presidentes del directorio
- Marco Fernández-Baca Carrasco (1972-1975)
- Máximo León-Velarde (1975-1976)
- César Augusto Freitas (1976-1978)
- Víctor López Mendoza (1978)
- Julio Dávila Valeriano (1978-1980)
- Víctor Montori Alfaro (1980-1982)
- Juan F. Cassabone Rasselet (1982-1984)
- Alfredo Zúñiga y Rivero (1984-1985)
- Alfredo Carranza Guevara (1985-1986)
- Jaysuño Abramovich Schwartzberg (1986-1989)
- Daniel Núñez Castillo (1989-1990)
- Jaime Quijandría Salmón (1990-1992)
- Emilio Zúñiga Castillo (1993-1995)
- Alberto Pandolfi Arbulú (1995-1996)
- Armando Echeandía Luna (1996)
- Jorge Kawamura Antich (1996-2000)
- Alejandro Narváez Liceras (2003-2005)
- Róger Arévalo Ramírez (2005-2006)[32]
- César Gutiérrez Peña (2006-2008)
- Luis Rebolledo Soberón (2009-?)
- Humberto Campodónico Sánchez (2011-2012)
- Héctor Reyes Cruz (2013-2014)[33]
- Pedro Touzzet Gianello (2014-2015)[34]
- Germán Velásquez Salazar (2015-2016)[35]
- Luis Eduardo García-Rosell Artola (2016-2018)[36]
- James Atkins Lerggios (2018-2019)[37]
- Carlos Paredes Lanatta (2019-2020)[38][39]
- Eduardo Guevara Dodds (2020-2021)[40]
- Mario Contreras Ibárcena (2021-2022)[41][42]
- Humberto Campodónico Sánchez (2022-2023)[43]
- Pedro Chira Fernández (2023-2024)[44]
- Alejandro Narváez Liceras (2024-actualidad)[45]

### Edificio Petroperú

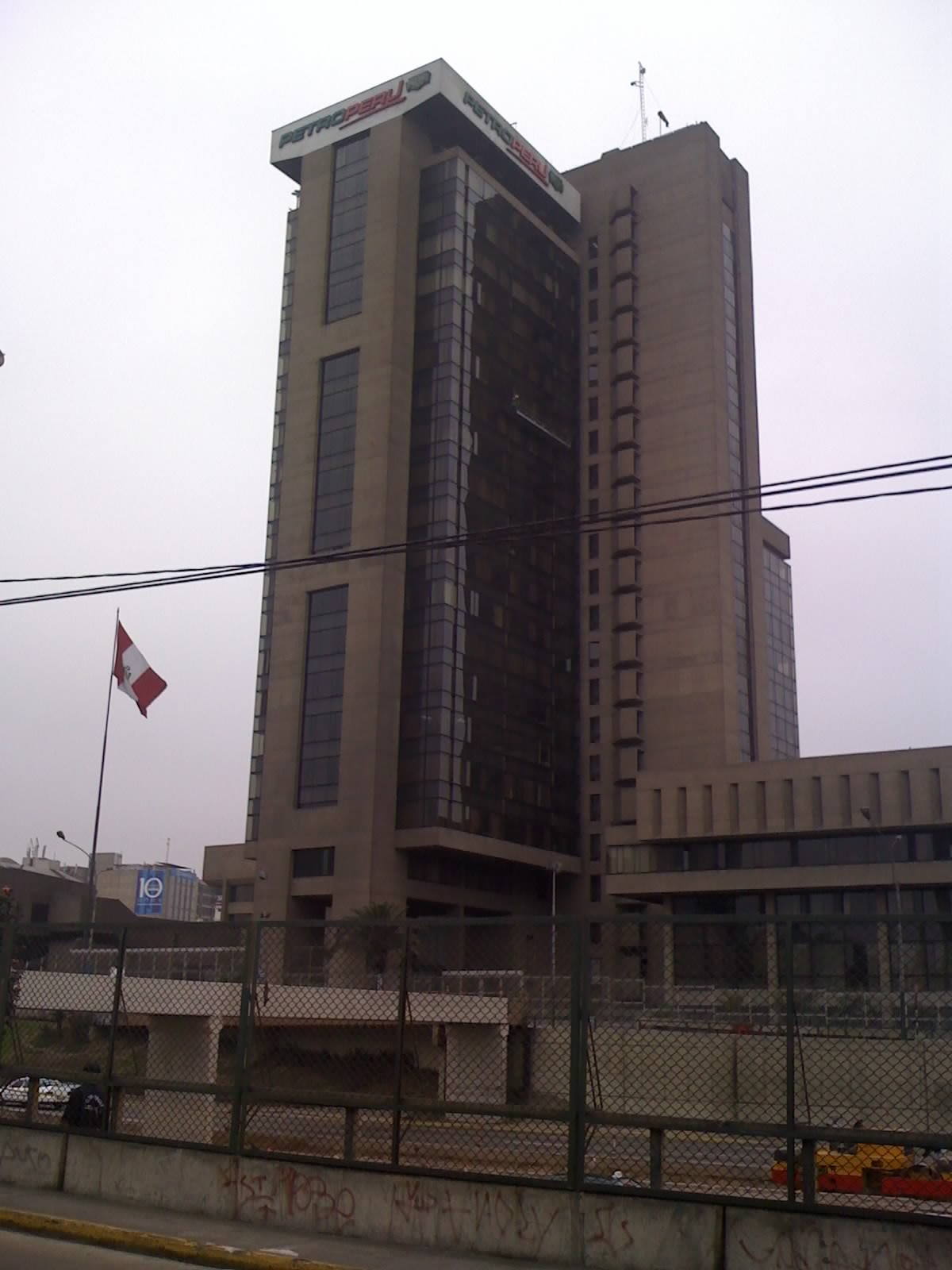
Edificio de Petroperú.

El Edificio Petroperú es un edificio ubicado en el distrito de San Isidro en la ciudad de Lima.
Creado por los arquitectos Walter Weberhofer y Daniel Arana Ríos, su diseño realizado el año 1969 obedece a un estilo arquitectónico conocido como "Brutalismo", fue inaugurado en el año de 1973.

### Marca

#### Imagotipo
El origen del isotipo se ha elaborado en base al Huacal, máscara religiosa Pre-Inca, tomada como símbolo de la cultura peruana. El color institucional principal es el rojo, que sugiere energía y fuerza.

#### Eslóganes
- 1973-Años 90: Símbolo de Peruanidad
- Años 90: Mejorando la calidad de vida[47]
- 2010-2012: La energía que mueve tu mundo
- 2014-2024: Creciendo junto a todos los peruanos[48]
- 2024: La energía que impulsa al Perú